# Chấn Hưng (xã)
Chấn Hưng là một xã thuộc huyện Vĩnh Tường, tỉnh Vĩnh Phúc, Việt Nam.
Xã có diện tích 5,32 km², dân số năm 1999 là 7306 người, mật độ dân số đạt 1374 người/km².
Xã Chấn Hưng vừa mới được Nhà nước trao tặng Danh hiệu Anh hùng lực lượng vũ trang nhân dân do có công trong cuộc kháng chiến chống thực dân Pháp xâm lược.